# Pila a doppio mortaio
La pila a doppio mortaio o pila dell'orzo era uno strumento utilizzato per la squamatura dell'orzo.
Questo era un blocco monolitico di pietra  a forma di parallelepipedo rettangolo lungo circa 2 m, orizzontale, in cui venivano scavate due o tre pile (buche) rotonde di 40 cm di diametro e 40 cm di profondità, sui lati c'erano delle tacche sulle quali veniva collegato un telaio in legno con dei congegni che, mossi da forza idraulica, servivano come mortaio per la brillatura dell'orzo. 
|                                                       |                                        |                                                     |
| 1: Mortaio biforo in pietra                           | 2: Colonne in pietra                   | 3: Traversa di legno forata a forma di quadrilatero |
| 4: Traversa a cappello forata a forma di quadrilatero | 5: Stanghe quadrate mobili a stantuffo | 6: Piolo per il fine corsa dello stantuffo          |